# جورج يوربان
جورج يوربان (بالمجرية: Urbán György)‏ هو مقدم برامج إذاعية مجري، ولد في 12 أبريل 1921 في ميشكولتس في المجر، وتوفي في 3 أكتوبر 1997.